# Schlacht bei Tirano
Die Schlacht bei Tirano wurde am 1. September 1620(Julianischer Kalender) bzw. 11. September 1620(Gregorianischer Kalender) bei Tirano im Veltlin zwischen den Drei Bünden, Bern und Zürich gegen Habsburg-Spanien ausgefochten. Sie endete mit einem Sieg Habsburg-Spaniens.

## Vorgeschichte
Nach dem Veltliner Mord und dem Aufstand der katholischen Untertanen der Drei Bünde im Veltlin im Sommer 1620 besetzten spanische Truppen das Veltlin. Während die katholischen Gemeinden der Bünde vorläufig untätig blieben, riefen die reformierten Gemeinden die Eidgenossenschaft um militärische Hilfe an. Die katholischen Orte der Eidgenossenschaft verweigerten jedoch den Beistand, nur die reformierten Städte Zürich und Bern sandten Truppen. Peter Conradin von Planta berichtet: «[...] am 19. August [betraten] drei Zürcher Fähnlein (1100 Mann) unter Oberst J.J. Steiner und sieben Berner Fähnlein (2100 Mann) unter Oberst Nicolaus von Mülinen das Bündner Gebiet bei Mayenfeld [...].»:270. Lassner berichtet von 1000 Zürchern. Da die katholischen Orte den Durchmarsch durch ihre Gebiete bei Mellingen und Sargans verwehrt hatten, waren die beiden Heere gezwungen gewesen, weite Umwege über Brugg und das Toggenburg auf sich zu nehmen.
Die Zürcher Truppen zogen sodann durch das Prättigau über den Scalettapass nach Davos und weiter ins Oberengadin, während die Berner Truppen über den Splügenpass via Chiavenna, Bergell und Maloja dorthin gelangten. Aus evangelischen Gemeinden, hauptsächlich aus dem Prättigau und Davos, fanden sich rund 1200 Mann unter dem Obersten Johann Guler im Engadin ein.:270
Über den Foscagnopass stiess das vereinigte Heer zuerst gegen Bormio vor und konnte im Val Viola zwischen Pedenosso und Premadio eine spanische Sperre erfolgreich überwinden. Bormio fiel darauf am 3. September kampflos in die Hände der Angreifer. Die ausgehungerten Soldaten plünderten zunächst das Städtchen und warteten dort eine Woche auf Nachschub an Munition aus dem Engadin. Am 9. September stiessen die Verbündeten gegen Tirano vor, wo sich 28 Kompagnien spanischer und italienischer Truppenverbände verschanzt hatten.

## Schlachtverlauf
Am 11. September erfolgte der Angriff auf Tirano. 300 Bündner und Berner bildeten die Vorhut, im ersten Treffen fand sich der Berner Hauptharst, im dritten Treffen folgten die Bündner und Zürcher Truppen. Es war vorgesehen, dass die drei Teilheere sich bei Sernio zur Schlachtordnung hätten aufstellen sollen, um dann gleichzeitig anzugreifen: Die Berner in der Mitte, die Bündner rechts des Flusses Adda, die Zürcher auf der linken Seite. Da das Gelände und der Gegner entweder gar nicht oder nur mangelhaft ausgekundschaftet wurden, begingen die Berner taktische Fehler. Sie liessen sich durch spanische Reiterei zu einem Angriff über ihre Bereitschaftsstellungen hinaus verlocken und gerieten in einen Hinterhalt in den Weinbergen vor Tirano, wo sich die spanische Infanterie verschanzt hatte. Die Berner erlitten starke Verluste und verloren fast alle Hauptleute schon zu Beginn der Schlacht. Unter anderen fiel Oberst von Mülinen (* 1570), der das bernische Teilheer anführte.
Die verspätet nachrückenden Zürcher und Bündner Truppen vermochten zwar die Spanier gegen Tirano zurückzudrängen, aus mangelnder Initiative und fehlender Koordination der Verbände, gelang es jedoch nicht, die Schlacht zu entscheiden. Die bereitstehenden Truppen aus dem Oberengadin und Poschiavo griffen überhaupt nicht in die Kampfhandlungen ein. Nach einem Gegenangriff der Spanier entschlossen sich die Zürcher und Bündner bei Einbruch der Nacht aus Munitionsmangel zum Rückzug. Die Berner konnten sich gar nicht mehr zum Kampf formieren.
Der Rückzug ging nicht wie von den Hauptleuten geplant nur bis Bormio. Die Berner waren geschlagen und nicht mehr zu halten, die Bündner drängten ebenfalls zurück in ihre Heimatgemeinden, da sie einen Angriff auf ihre jeweiligen Täler befürchteten und die Zürcher waren alleine zu schwach. Aus diesen Gründen wurde der Feldzug ins Veltlin abgebrochen und auch Bormio kampflos geräumt.

## Folgen
Die Niederlage bei Tirano beendete die direkte militärische Einmischung der Eidgenossenschaft in die als Bündner Wirren bekannten politisch-militärischen Ereignisse in den Drei Bünden während des Dreissigjährigen Krieges. Die Drei Bünde mussten als Folge vorläufig bis 1639 den Verlust ihrer Untertanengebiete im Veltlin hinnehmen. Graubünden selber wurde Schauplatz erbitterter Parteikämpfe zwischen Habsburg-Spanien, Venedig und Frankreich, die erst 1639/52 endeten.